# Кучичинг (округ, Міннесота)
Шаблон:StateAbbr_ 48°16′ пн. ш. 93°46′ зх. д. / 48.26° пн. ш. 93.77° зх. д.
Округ Кучичинг (англ. Koochiching County) — округ (графство) у штаті Міннесота, США. Ідентифікатор округу 27071.

## Історія
Округ утворений 1906 року.

## Демографія
За даними перепису
2000 року
загальне населення округу становило 14355 осіб, зокрема міського населення було 7707, а сільського — 6648.
Серед мешканців округу чоловіків було 7123, а жінок — 7232. В окрузі було 6040 домогосподарств, 3962 родин, які мешкали в 7719 будинках.
Середній розмір родини становив 2,88.
Віковий розподіл населення поданий у таблиці:
| Стать    | До 15 років | 15-21 | 22-29 | 30-39 | 40-49 | 50-65 | 65-85 | Понад 85 |
| -------- | ----------- | ----- | ----- | ----- | ----- | ----- | ----- | -------- |
| Чоловіки | 1458        | 672   | 456   | 941   | 1209  | 1284  | 1009  | 94       |
| Жінки    | 1323        | 593   | 499   | 917   | 1167  | 1259  | 1229  | 245      |

## Суміжні округи
- Рейні-Рівер, Канада — північ
- Сент-Луїс — схід
- Ітаска — південь
- Белтремі — південний захід
- Лейк-оф-те-Вудс — північний захід

## Виноски
1. ↑  US Decennial Census. US Census Bureau. Архів оригіналу за 26 квітня 2015. Процитовано 18 жовтня 2014.
2. ↑  Historical Census Browser. University of Virginia Library. Архів оригіналу за 16 серпня 2012. Процитовано 18 жовтня 2014.
3. ↑  Population of Counties by Decennial Census: 1900 to 1990. US Census Bureau. Архів оригіналу за 4 серпня 2014. Процитовано 18 жовтня 2014.
4. ↑  Census 2000 PHC-T-4. Ranking Tables for Counties: 1990 and 2000 (PDF). US Census Bureau. Архів оригіналу (PDF) за 18 грудня 2014. Процитовано 18 жовтня 2014.
5. ↑  State & County QuickFacts. Бюро перепису населення США. Архів оригіналу за 7 червня 2011. Процитовано 1 вересня 2013.(англ.) Наведено за англійською вікіпедією.
6. ↑  American FactFinder. Бюро перепису населення США. Архів оригіналу за 29 липня 2011. Процитовано 31 січня 2008.

| США | Це незавершена стаття з географії США. Ви можете допомогти проєкту, виправивши або дописавши її. |